# Biełaszów (hromada Mizocz)
Biełaszów (ukr. Білашів, Biłasziw) – wieś na Ukrainie, w obwodzie rówieńskim, w rejonie rówieńskim, w hromadzie Mizocz. W 2001 liczyła 1374 mieszkańców.
W okresie międzywojennym wieś znajdowała się w granicach II RP, wchodząc w skład gminy Mizocz w powiecie zdołbunowskim, w województwie wołyńskim.